# 報道の自由財団
報道の自由財団（ほうどうのじゆうざいだん、Freedom of the Press Foundation）は、言論および出版の自由を財政面で支援し擁護する目的で2012年に設立された非営利団体。当初は独立したジャーナリスト団体のクラウドファンディングを管理する活動を行っていたが、現在はジャーナリストへのデジタルセキュリティ面での支援や法的な権利擁護の活動を行っている。
財団が提供するプラットフォームであるSecureDropはジャーナリストと情報提供者の間で機密かつ安全な通信を可能にすることを目的としており、全世界で65の報道機関に採用されている。また、米国における報道の自由の侵害の事例をまとめたデータベースであるU.S. Press Freedom Trackerの管理も行っている。
ダニエル・エルズバーグ、ローラ・ポイトラス、グレン・グリーンウォルド、ジーニ・ジャーディンを含む著名なジャーナリストや内部告発者および活動家、著名人、映像作家が財団の理事を務めてきた。NSAの内部告発者であるエドワード・スノーデンは2014年に財団の理事に加わり、2016年初めから会長を務めている。ジャーディンは2016年に理事から離れた。